# Haploa lymani
Haploa lymani là một loài bướm đêm thuộc phân họ Arctiinae, họ Erebidae.